# Megachile campanulae
Megachile campanulae är en art av bin som först beskrevs av den amerikanske entomologen Charles Robertson 1903.
Megachile campanulae ingår i släktet tapetserarbin (Megachile) och familjen buksamlarbin. Inga underarter finns listade i Catalogue of Life.

## Beskrivning
Arten är ett långtungat bi med svart grundfärg. Huvud och mellankropp har blek, ganska tunn behåring. Vingarna är genomskinliga på den inre delen (hos hanarna svagt färgade) men blir mera rökfärgade mot spetsen. Ribborna är svartbruna. Tergit 1 (första segmentet på bakkroppens ovansida) har hos honan tunn, blek behåring, hos hanen tätare och mera rent vit. Tergiterna 2 till 4 (2 till 5 hos hanen) har djupa fåror längs bakkanterna, fyllda med vit behåring. Honan har tergit 5 mer eller mindre naken, men tergit 6 helt täckt av bleka hår. Hos hanen är tergit 6 vertikal och vithårig. Tergit 7 hos hanen är inböjd under kroppen. På buken har honan kraftig, blekgul behåring som mot bakänden har mörka spetsar; bukpälsen används för insamling av pollen. Honan har en kroppslängd på 10 till 11 mm, hanen på 8 till 9 mm.

## Ekologi
Megachile campanulae, som är aktiv mellan maj och september, är polylektisk, den flyger till blommande växter från många familjer, som oleanderväxter, korgblommiga växter, klockväxter, ärtväxter, kransblommiga växter och vattenhyacintväxter.
Arten är ett solitärt bi som förfärdigar larvbon av småstenar som den fogar samman med planthartser och gyttja. Man har kunnat konstatera att arten även börjat använda polyuretanbaserat byggspackel som bomaterial. Då den är en viktig pollinatör förekommer det att jordbrukare sätter upp konstgjorda bon av trä- eller papprör nära fält som behöver pollineras.

## Utbredning
Utbredningsområdet omfattar östra Nordamerika från Ontario i Kanada över New England till Florida i USA, och med västgräns från Minnesota över Nebraska till Texas.